# Felícia de Roucy

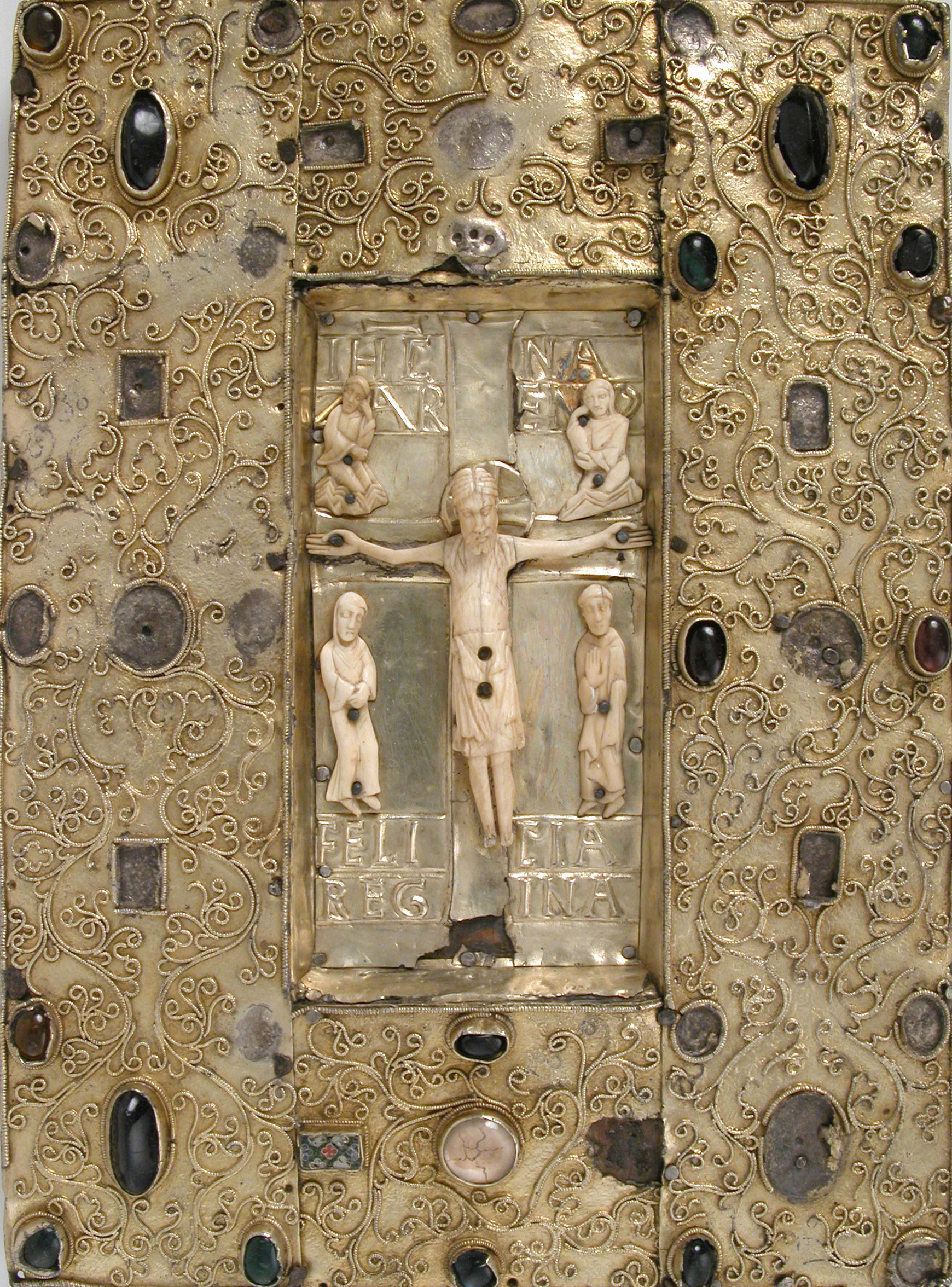
Evangeliario de Felicia de Roucy (1070-1085)

Felícia de Roucy (Barbastre, cap a 1050 - Barcelona, 1094) va ser una reina d'Aragó.
Filla d'Hilduí IV de Ramerupt i d'Adelaida de Roucy, va casar cap a 1070 amb Sanç Ramires, rei d'Aragó, amb qui va col·laborar en les tasques de govern. Felícia va ser la segona esposa de Sanç Ramires, amb qui va tenir als infants Ferran (1071-1086), Alfons I i a Ramir II; aquests dos últims van regnar a Aragó després del seu germanastre, Pere I, fill del primer matrimoni de Sanç amb Isabel d'Urgell, que va morir sense descendència.
El germà de Felícia, Ebles II —mort cap a 1103—, un noble del nord de França ben relacionat amb el Papat, va impulsar la reforma gregoriana a la regió de Xampanya. En 1073 havia planejat una campanya contra Al-Àndalus i estava relacionat familiarment amb Bohemon de Tàrent, un dels promotors de la Primera Croada. Sanç Ramires, en el seu viatge a Roma amb motiu de la infeudació del regne d'Aragó a la Santa Seu, en 1068, va haver de conèixer al magnat xampanyès i arran d'aquest coneixement va poder acordar-se el matrimoni de la seva germana Felícia amb el monarca aragonès.